# New Orleans Saints 1998
La stagione 1998 dei New Orleans Saints è stata la 32ª della franchigia nella National Football League. Con un record di 6-10 la squadra si classificò al terzo posto della propria division, mancando i playoff per il sesto anno consecutivo nella seconda stagione di Mike Ditka come capo-allenatore.

## Scelte nel Draft 1998
| Scelte dei Saints nel Draft 1998               |        |                 |                  |                 |
| Giro                                           | Scelta | Giocatore       | Ruolo            | College         |
| 1                                              | 7      | Kyle Turley *   | Offensive tackle | San Diego State |
| 2                                              | 40     | Cam Cleeland    | Tight end        | Washington      |
| 4                                              | 97     | Fred Weary      | Cornerback       | Florida         |
| 4                                              | 99     | Julian Pittman  | Defensive end    | Florida State   |
| 5                                              | 132    | Wilmont Perry   | Running back     | Livingstone     |
| 6                                              | 161    | Chris Bordano   | Linebacker       | SMU             |
| 7                                              | 204    | Andy McCullough | Wide receiver    | Tennessee       |
| 7                                              | 239    | Ron Warner      | Defensive end    | Kansas          |
| * Convocato per almeno un Pro Bowl in carriera |        |                 |                  |                 |

## Roster
| Roster dei New Orleans Saints nel 1998 |
| --- |
| Quarterback - 13 Kerry Collins - 12 Billy Joe Hobert - 7 Danny Wuerffel Running Back - 32 Aaron Craver - 28 Troy Davis - 33 Wilmont Perry - 36 Lamar Smith - 34 Ray Zellars FB Wide Receiver - 89 Brett Bech - 86 Sean Dawkins - 88 Andre Hastings - 82 Qadry Ismail - 83 Keith Poole Tight End - 85 Cam Cleeland - 87 John Farquhar - 82 Irv Smith - 47 Josh Wilcox Offensive Linemen - 69 Tom Ackerman C - 62 Jerry Fontenot C - 76 Keno Hills G - 67 Andy McCollum G - 65 Chris Naeole G - 77 Willie Roaf T - 68 Kyle Turley T Defensive Linemen - 97 La'Roi Glover DT - 94 Joe Johnson DE - 93 Wayne Martin DT - 92 Darren Mickell DE - 75 Julian Pittman DE - 91 Brady Smith DE - 90 Jared Tomich DT Linebacker - 54 Ink Aleaga - 50 Chris Bordano - 55 Mark Fields - 59 Keith Mitchell - 50 Kevin Mitchell - 52 Vinson Smith Defensive Back - 37 Chad Cota SS - 30 Je'Rod Cherry FS - 22 Tyronne Drakeford CB - 23 Chris Hewitt - 24 Rob Kelly FS - 29 Sammy Knight SS - 25 Alex Molden CB - 42 Fred Weary CB Special Team - 10 Doug Brien K - 46 Kendall Gammon LS - 3 Mark Royals P |
| Legenda - I rookie sono in corsivo. - Il primo ruolo è il principale mentre gli eventuali successivi indicano i ruoli secondari. - (IR) sta per Injured Reserve ed indica la lista ristretta per un solo giocatore infortunato che può tornare ad allenarsi dopo la settimana 6 e a rientrare in prima squadra dopo che questa ha giocato 8 partite. - (NF-Inj.) / (NF-Ill.) stanno rispettivamente per Non-Football Injured e Non-Football Illness ed indicano le liste dove viene inserito un giocatore che ha un infortunio o una malattia non dipendente dal football americano. - (PUP) sta per Physically Unable to Perform ed indica la lista dove viene inserito un giocatore mentre è in attesa di recuperare la condizione fisica. Nella stagione regolare dopo la sesta partita giocata dalla propria squadra, il giocatore ha tempo tre settimane per riprendere ad allenarsi, più tre settimane aggiuntive dal suo rientro agli allenamenti per rientrare in prima squadra. |

## Calendario
| Stagione regolare |                        |                    |
| Turno             | Avversario             | Risultato          |
| 1                 | at St. Louis Rams      | V 24–17            |
| 2                 | Carolina Panthers      | V 19–14            |
| 3                 | Settimana di pausa     | Settimana di pausa |
| 4                 | at Indianapolis Colts  | V 19–13            |
| 5                 | New England Patriots   | S 27–30            |
| 6                 | San Francisco 49ers    | S 0–31             |
| 7                 | at Atlanta Falcons     | S 23–31            |
| 8                 | Tampa Bay Buccaneers   | V 9–3              |
| 9                 | at Carolina Panthers   | S 17–31            |
| 10                | at Minnesota Vikings   | S 24–31            |
| 11                | St. Louis Rams         | V 24–3             |
| 12                | at San Francisco 49ers | S 20–31            |
| 13                | at Miami Dolphins      | S 10–30            |
| 14                | Dallas Cowboys         | V 22–3             |
| 15                | Atlanta Falcons        | S 17–27            |
| 16                | at Arizona Cardinals   | S 17–19            |
| 17                | Buffalo Bills          | S 33–45            |

Nota: gli avversari della propria division sono in grassetto

## Classifiche
| NFC West                |    |    |   |      |     |      |     |
|                         | V  | S  | P | %    | DIV | CONF | STR |
| (2) Atlanta Falcons     | 14 | 2  | 0 | .875 | 442 | 289  | V9  |
| (4) San Francisco 49ers | 12 | 4  | 0 | .750 | 479 | 328  | V1  |
| New Orleans Saints      | 6  | 10 | 0 | .375 | 305 | 359  | S3  |
| Carolina Panthers       | 4  | 12 | 0 | .250 | 336 | 413  | V2  |
| St. Louis Rams          | 4  | 12 | 0 | .250 | 285 | 378  | S2  |